# James Greene
James Greene (született James Thomas Nolan) (Lawrence, Massachusetts, 1926. december 1. – Los Angeles, Kalifornia, 2018. november 9.) amerikai színész.

## Filmjei

### Mozifilmek
- Doc (1971)
- Bug (1975)
- Missouri fejvadász (The Missouri Breaks) (1976)
- Szellemjárás (Ghost Story) (1981)
- Ki kém, ki nem kém (Hanky Panky) (1982)
- Hiába futsz (Nowhere to Run) (1993)
- A Philadelphia-kísérlet folytatódik (Philadelphia Experiment II) (1993)
- Csoportkép tündérekről (Photographing Fairies) (1997)
- Gyilkos ösztön (Instinct to Kill) (2001)
- A kárhozat útja (Road to Perdition) (2002)
- Az ítélet (The Statement) (2003)

### Tv-filmek
- Újvilági rapszódia (The Manions of America) (1981)
- Haverok (Pals) (1987)
- A nagy hazárdőr 3. (Kenny Rogers as The Gambler, Part III: The Legend Continues) (1987)
- Lezárt ügy (Case Closed) (1988)
- Tökéletes tanú (Perfect Witness) (1989)
- És a zenekar játszik tovább… (And the Band Played On) (1993)
- Ketten a farmon (A Father for Charlie) (1995)
- Közel a gyilkoshoz (My Brother's Keeper) (1995)
- A béranya (Never Say Never: The Deidre Hall Story) (1995)
- Karácsonyi kívánság (The Christmas Wish) (1998)
- Az elit alakulat (Band of Brothers) (2001)

### Tv-sorozatok
- Mannix (1974, egy epizódban)
- The Days and Nights of Molly Dodd (1987–1991, 65 epizódban)
- Columbo (1989, egy epizódban: Columbo a guillotine alatt)
- Star Trek: Az új nemzedék (Star Trek: The Next Generation) (1989, egy epizódban)
- Az éjszaka árnyai (In the Heat of the Night) (1990, egy epizódban)
- Brooklyn híd (Brooklyn Bridge) (1992, egy epizódban)
- Quantum Leap – Az időutazó (Quantum Leap) (1992, egy epizódban)
- Vadnyugati fejvadász (The Adventures of Brisco County, Jr.) (1993, három epizódban)
- Frasier – A dumagép (Frasier) (1994, egy epizódban)
- Louie élete (Life with Louie) (1995, hang, egy epizódban)
- Mintapasik (Men Behaving Badly) (1996–1997, hat epizódban)
- Ügyvédek (The Practice) (1997, három epizódban)
- Ally McBeal (1999, egy epizódban)
- Spinédzserek (Clueless) (1999, egy epizódban)
- Sírig tartó barátság (Any Day Now) (1999, egy epizódban)
- Családjogi esetek (Family Law) (1999, egy epizódban)
- Halálbiztos diagnózis (Diagnosis Murder) (2000, egy epizódban)
- Bűbájos boszorkák (Charmed) (2002, egy epizódban)
- Családodra ütök (In-Laws) (2002, egy epizódban)
- Csodák (Miracles) (2003, egy epizódban)
- Döglött akták (Cold Case) (2006, egy epizódban)
- Modern család (Modern Family) (2011, egy epizódban)
- Éjjel-nappal szülők (Up All Night) (2011, egy epizódban)
- Városfejlesztési osztály (Parks and Recreation) (2012–2015, 16 epizódban)
- Brooklyn 99: Nem százas körzet (Brooklyn Nine-Nine) (2014, egy epizódban)